# Colin Cameron Davies
Colin Cameron Davies MHM (* 10. Juni 1924 in Las Palmas de Gran Canaria; † 8. Januar 2017 in Argentinien) war ein spanischer Ordensgeistlicher und römisch-katholischer Bischof von Ngong in Kenia.

## Leben
Colin Cameron Davies trat der Ordensgemeinschaft der Mill-Hill-Missionare bei und empfing am 13. Juli 1952 die Priesterweihe.
Papst Paul VI. ernannte ihn am 9. Juli 1964 zum Apostolischen Präfekten von Ngong. Er nahm an der dritten und vierten Sitzungsperiode des Zweiten Vatikanischen Konzils als Konzilsvater teil.
Mit der Erhebung der Präfektur zum Bistum am 9. Dezember 1976 wurde Davies zum ersten Bischof von Ngong ernannt. Der Erzbischof von Nairobi, Maurice Michael Kardinal Otunga, spendete ihm am 27. Februar des nächsten Jahres die Bischofsweihe; Mitkonsekratoren waren Erzbischof Agostino Cacciavillan, Apostolischer Pro-Nuntius in Kenia, und John Njenga, Bischof von Eldoret.
Am 23. November 2002 nahm Papst Johannes Paul II. seinen altersbedingten Rücktritt an.